# Зеленаш
Зеленаш је особа која се бави давањем неосигураних новчаних позајмица приватним лицима по изузетно високим ("зеленашким") каматним стопама, а приликом наплате дуга од дужника се најчешће служи уценама или претњама насиљем. Зеленаштво је илегална активност, а зеленаши су обично део организованог криминалног подземља. Муштерије зеленаша су најчешће особе којима из било ког разлога није могуће одобрити кредит у банци. Услови за позајмицу код зеленаша су неретко толико тешки да дужник до краја живота није у стању да врати дуг.
Зеленаш у изворном значењу је особа која од сељака купује жито у зеленом стању тј. у фази док оно није сазрело. При томе зеленаш има и одговарајући ризик да ли ће година бити родна, да ли ће евентуално невреме уништити род и каква ће бити цена зрелог жита на берзи. 
Зеленаши тргују на берзи и њихове акције (документа да су власници жита које ће тек сазрети) се зову фјучерси (енгл. futures — будућност), јер је стварна наплата везана за будућност. Трговина фјучерсима је легална.
Имајући у виду и честу тешку ситуацију земљорадника коме је новац неопходан за плаћање пореза и сл., зеленаши неретко до крајњих могућности обарају цену код куповине зеленог жита. Уговор склопљен под оваквим условима назива се зеленашки уговор и под одређеним околностима се сматра ништавним.
У српском језику реч зеленаш има негативно и увредљиво значење.
Зеленашењем се баве они који имају слободних средстава, појединци који „играју“ на берзи, банке...
Поред жита тргује се и другим производима земљорадње као што су кукуруз, соја, шећерна репа...